# Tour de Burgos 2013
La 35e édition du Tour de Burgos a eu lieu du 7 au 11 août 2013. L'épreuve fait partie de l'UCI Europe Tour, dans la catégorie 2.HC.

## Présentation

### Parcours
Le Tour de Burgos 2013 est composé de cinq étapes. Les coureurs parcourt un total de 803 kilomètres dans la province de Burgos. La course débute à Burgos et prend fin, comme chaque année, aux lacs de Neila dont l'ascension classée hors catégorie fait figure de juge de paix de l'épreuve avec des secteurs à près de 17 % de pente.

### Équipes
Classé en catégorie 2.HC de l'UCI Europe Tour, le Tour de Burgos est par conséquent ouvert aux UCI ProTeams dans la limite de 70 % des équipes participantes, aux équipes continentales professionnelles et aux équipes continentales espagnoles.
19 équipes participent à ce Tour de Burgos - 10 ProTeams, 5 équipes continentales professionnelles et 2 équipes continentales :
| Nom de l'équipe   | Pays        | Code |
| ----------------- | ----------- | ---- |
| AG2R La Mondiale  | France      | ALM  |
| Astana            | Kazakhstan  | AST  |
| Belkin            | Pays-Bas    | BEL  |
| Cannondale        | Italie      | CAN  |
| Euskaltel Euskadi | Espagne     | EUS  |
| FDJ.fr            | France      | FDJ  |
| Katusha           | Russie      | KAT  |
| Movistar          | Espagne     | MOV  |
| Orica-GreenEDGE   | Australie   | OGE  |
| Sky               | Royaume-Uni | SKY  |

| Nom de l'équipe           | Pays | Code |
| ------------------------- | ---- | ---- |
| Caja Rural-Seguros RGA    |      | CJR  |
| Cofidis                   |      | COF  |
| Colombia                  |      | COL  |
| NetApp-Endura             |      | TNE  |
| Vini Fantini-Selle Italia |      | VIN  |

| Nom de l'équipe           | Pays | Code |
| ------------------------- | ---- | ---- |
| Burgos BH-Castilla y León |      | BUR  |
| Euskadi                   |      | EUK  |

### Favoris
Malgré l'absence du tenant du titre Daniel Moreno (Katusha), plusieurs coureurs préparant la Vuelta se retrouvent dans la Province de Burgos. Le vainqueur du Tour d'Italie 2013, Vincenzo Nibali (Astana) est au départ en compagnie de Janez Brajkovič. La Movistar mise sur le deuxième du Tour de France 2013, Nairo Quintana. Ivan Basso (Cannondale) et Samuel Sánchez (Euskaltel Euskadi) sont également présents. Pour les équipes françaises, la Cofidis aligne Daniel Navarro, et l'équipe AG2R La Mondiale vient avec Carlos Betancur.

## Étapes
| Étape     | Date    | Villes étapes                                  |  | Distance (km) | Vainqueur d’étape | Leader du classement général |
| --------- | ------- | ---------------------------------------------- |  | ------------- | ----------------- | ---------------------------- |
| 1re étape | 7 août  | Burgos - Burgos                                |  | 139           | Simone Ponzi      | Simone Ponzi                 |
| 2e étape  | 8 août  | Roa - Clunia                                   |  | 157           | Jens Keukeleire   | Anthony Roux                 |
| 3e étape  | 9 août  | Villadiego - Ojo Guareña (es)                  |  | 175           | Jens Keukeleire   | Anthony Roux                 |
| 4e étape  | 10 août | Doña Santos (es) - Santo Domingo de Silos (es) |  | 162           | Anthony Roux      | Anthony Roux                 |
| 5e étape  | 11 août | Comunero de Revenga (es) - Lacs de Neila       |  | 170           | Nairo Quintana    | Nairo Quintana               |

## Déroulement de la course

### 1reétape
|    | Coureur            | Équipe                    |    | Temps           |
| -- | ------------------ | ------------------------- | -- | --------------- |
| 1  | Simone Ponzi       | Astana                    | en | 3 h 16 min 34 s |
| 2  | Daniele Ratto      | Cannondale                | +  | 0 s             |
| 3  | Sergey Chernetskiy | Katusha                   |    | 0 s             |
| 4  | Anthony Roux       | FDJ.fr                    |    | 0 s             |
| 5  | Dario Cataldo      | Sky                       |    | 3 s             |
| 6  | Jens Keukeleire    | Orica-GreenEDGE           |    | 3 s             |
| 7  | Benoît Vaugrenard  | FDJ.fr                    |    | 5 s             |
| 8  | Mauro Finetto      | Vini Fantini-Selle Italia |    | 5 s             |
| 9  | Mikaël Cherel      | AG2R La Mondiale          |    | 5 s             |
| 10 | Rinaldo Nocentini  | AG2R La Mondiale          |    | 8 s             |

|    | Coureur            | Équipe                    |    | Temps           |
| -- | ------------------ | ------------------------- | -- | --------------- |
| 1  | Simone Ponzi       | Astana                    | en | 3 h 16 min 34 s |
| 2  | Daniele Ratto      | Cannondale                | +  | 0 s             |
| 3  | Sergey Chernetskiy | Katusha                   |    | 0 s             |
| 4  | Anthony Roux       | FDJ.fr                    |    | 0 s             |
| 5  | Dario Cataldo      | Sky                       |    | 3 s             |
| 6  | Jens Keukeleire    | Orica-GreenEDGE           |    | 3 s             |
| 7  | Benoît Vaugrenard  | FDJ.fr                    |    | 5 s             |
| 8  | Mauro Finetto      | Vini Fantini-Selle Italia |    | 5 s             |
| 9  | Mikaël Cherel      | AG2R La Mondiale          |    | 5 s             |
| 10 | Rinaldo Nocentini  | AG2R La Mondiale          |    | 8 s             |

### 2eétape
|    | Coureur            | Équipe                    |    | Temps           |
| -- | ------------------ | ------------------------- | -- | --------------- |
| 1  | Jens Keukeleire    | Orica-GreenEDGE           | en | 3 h 37 min 02 s |
| 2  | Rinaldo Nocentini  | AG2R La Mondiale          | +  | 0 s             |
| 3  | Dario Cataldo      | Sky                       |    | 0 s             |
| 4  | Anthony Roux       | FDJ.fr                    |    | 0 s             |
| 5  | Benoît Vaugrenard  | FDJ.fr                    |    | 2 s             |
| 6  | Simone Ponzi       | Astana                    |    | 2 s             |
| 7  | Sergey Chernetskiy | Katusha                   |    | 2 s             |
| 8  | Mauro Finetto      | Vini Fantini-Selle Italia |    | 2 s             |
| 9  | Nicolas Edet       | Cofidis                   |    | 2 s             |
| 10 | Jeffry Romero      | Colombia                  |    | 2 s             |

|    | Coureur            | Équipe                    |    | Temps           |
| -- | ------------------ | ------------------------- | -- | --------------- |
| 1  | Anthony Roux       | FDJ.fr                    | en | 6 h 53 min 36 s |
| 2  | Simone Ponzi       | Astana                    | +  | 2 s             |
| 3  | Sergey Chernetskiy | Katusha                   |    | 2 s             |
| 4  | Jens Keukeleire    | Orica-GreenEDGE           |    | 3 s             |
| 5  | Dario Cataldo      | Sky                       |    | 3 s             |
| 6  | Benoît Vaugrenard  | FDJ.fr                    |    | 7 s             |
| 7  | Mauro Finetto      | Vini Fantini-Selle Italia |    | 7 s             |
| 8  | Mikaël Cherel      | AG2R La Mondiale          |    | 7 s             |
| 9  | Rinaldo Nocentini  | AG2R La Mondiale          |    | 8 s             |
| 10 | Jeffry Romero      | Colombia                  |    | 10 s            |

### 3eétape
|    | Coureur            | Équipe                    |    | Temps           |
| -- | ------------------ | ------------------------- | -- | --------------- |
| 1  | Jens Keukeleire    | Orica-GreenEDGE           | en | 4 h 13 min 33 s |
| 2  | Anthony Roux       | FDJ.fr                    | +  | 0 s             |
| 3  | Daniele Ratto      | Cannondale                |    | 0 s             |
| 4  | Samuel Sánchez     | Euskaltel Euskadi         |    | 0 s             |
| 5  | Sergey Chernetskiy | Katusha                   |    | 0 s             |
| 6  | Benoît Vaugrenard  | FDJ.fr                    |    | 0 s             |
| 7  | Simone Ponzi       | Astana                    |    | 0 s             |
| 8  | Carlos Barbero     | Euskadi                   |    | 3 s             |
| 9  | Francesco Failli   | Vini Fantini-Selle Italia |    | 3 s             |
| 10 | Mikel Landa        | Euskaltel Euskadi         |    | 3 s             |

|    | Coureur            | Équipe                    |    | Temps            |
| -- | ------------------ | ------------------------- | -- | ---------------- |
| 1  | Anthony Roux       | FDJ.fr                    | en | 11 h 07 min 09 s |
| 2  | Simone Ponzi       | Astana                    | +  | 2 s              |
| 3  | Sergey Chernetskiy | Katusha                   |    | 3 s              |
| 4  | Benoît Vaugrenard  | FDJ.fr                    |    | 7 s              |
| 5  | Samuel Sánchez     | Euskaltel Euskadi         |    | 10 s             |
| 6  | Mauro Finetto      | Vini Fantini-Selle Italia |    | 10 s             |
| 7  | Rinaldo Nocentini  | AG2R La Mondiale          |    | 11 s             |
| 8  | Dario Cataldo      | Sky                       |    | 11 s             |
| 9  | Daniele Ratto      | Cannondale                |    | 11 s             |
| 10 | Giampaolo Caruso   | Katusha                   |    | 13 s             |

### 4eétape
|    | Coureur         | Équipe                    |    | Temps           |
| -- | --------------- | ------------------------- | -- | --------------- |
| 1  | Anthony Roux    | FDJ.fr                    | en | 3 h 54 min 59 s |
| 2  | Simone Ponzi    | Astana                    | +  | m.t             |
| 3  | Francesco Lasca | Caja Rural-Seguros RGA    |    | m.t             |
| 4  | Luke Rowe       | Sky                       |    | m.t             |
| 5  | Lloyd Mondory   | AG2R La Mondiale          |    | m.t             |
| 6  | Daniele Colli   | Vini Fantini-Selle Italia |    | m.t             |
| 7  | Leigh Howard    | Orica-GreenEDGE           |    | m.t             |
| 8  | Edwin Ávila     | Colombia                  |    | m.t             |
| 9  | Carlos Barbero  | Euskadi                   |    | m.t             |
| 10 | Mikaël Cherel   | AG2R La Mondiale          |    | m.t             |

|    | Coureur            | Équipe                    |    | Temps            |
| -- | ------------------ | ------------------------- | -- | ---------------- |
| 1  | Anthony Roux       | FDJ.fr                    | en | 15 h 02 min 08 s |
| 2  | Simone Ponzi       | Astana                    | +  | 2 s              |
| 3  | Sergey Chernetskiy | Katusha                   |    | 3 s              |
| 4  | Benoît Vaugrenard  | FDJ.fr                    |    | 7 s              |
| 5  | Samuel Sánchez     | Euskaltel Euskadi         |    | 10 s             |
| 6  | Mauro Finetto      | Vini Fantini-Selle Italia |    | 10 s             |
| 7  | Rinaldo Nocentini  | AG2R La Mondiale          |    | 11 s             |
| 8  | Dario Cataldo      | Sky                       |    | 11 s             |
| 9  | Daniele Ratto      | Cannondale                |    | 11 s             |
| 10 | Giampaolo Caruso   | Katusha                   |    | 13 s             |

### 5eétape
|    | Coureur            | Équipe                 |    | Temps           |
| -- | ------------------ | ---------------------- | -- | --------------- |
| 1  | Nairo Quintana     | Movistar               | en | 4 h 26 min 57 s |
| 2  | David Arroyo       | Caja Rural-Seguros RGA | +  | 23              |
| 3  | Ivan Basso         | Cannondale             |    | 25              |
| 4  | Vincenzo Nibali    | Astana                 |    | 48              |
| 5  | André Cardoso      | Caja Rural-Seguros RGA |    | 1 min 08 s      |
| 6  | Paolo Tiralongo    | Astana                 |    | 1 min 08 s      |
| 7  | Giampaolo Caruso   | Katusha                |    | 1 min 18 s      |
| 8  | Mikel Landa        | Euskaltel Euskadi      |    | 1 min 24 s      |
| 9  | Sergey Chernetskiy | Katusha                |    | 1 min 44 s      |
| 10 | Cayetano Sarmiento | Cannondale             |    | 1 min 44 s      |

|    | Coureur            | Équipe                 |    | Temps            |
| -- | ------------------ | ---------------------- | -- | ---------------- |
| 1  | Nairo Quintana     | Movistar               | en | 19 h 29 min 22 s |
| 2  | David Arroyo       | Caja Rural-Seguros RGA | +  | 23 s             |
| 3  | Vincenzo Nibali    | Astana                 |    | 55 s             |
| 4  | Giampaolo Caruso   | Katusha                |    | 1 min 14 s       |
| 5  | André Cardoso      | Caja Rural-Seguros RGA |    | 1 min 16 s       |
| 6  | Mikel Landa        | Euskaltel Euskadi      |    | 1 min 24 s       |
| 7  | Sergey Chernetskiy | Katusha                |    | 1 min 29 s       |
| 8  | Samuel Sánchez     | Euskaltel Euskadi      |    | 1 min 53 s       |
| 9  | Cayetano Sarmiento | Cannondale             |    | 2 min 07 s       |
| 10 | Ivan Basso         | Cannondale             |    | 2 min 17 s       |

## Classements finals

### Classement général
|    | Cycliste           | Pays     | Équipe                 |    | Temps            |
| -- | ------------------ | -------- | ---------------------- | -- | ---------------- |
| 1  | Nairo Quintana     | Colombie | Movistar               | en | 19 h 29 min 22 s |
| 2  | David Arroyo       | Espagne  | Caja Rural-Seguros RGA | +  | 23 s             |
| 3  | Vincenzo Nibali    | Italie   | Astana                 |    | 55 s             |
| 4  | Giampaolo Caruso   | Italie   | Katusha                |    | 1 min 14 s       |
| 5  | André Cardoso      | Portugal | Caja Rural-Seguros RGA |    | 1 min 16 s       |
| 6  | Mikel Landa        | Espagne  | Euskaltel Euskadi      |    | 1 min 24 s       |
| 7  | Sergey Chernetskiy | Russie   | Katusha                |    | 1 min 29 s       |
| 8  | Samuel Sánchez     | Espagne  | Euskaltel Euskadi      |    | 1 min 53 s       |
| 9  | Cayetano Sarmiento | Colombie | Cannondale             |    | 2 min 07 s       |
| 10 | Ivan Basso         | Italie   | Cannondale             |    | 2 min 17 s       |